# 佐藤地
佐藤 地（さとう くに、1954年8月8日 - ）は、日本の外交官。
2013年（平成25年）6月28日から外務報道官。外務省の局長級ポストに女性として初めて登用された。2015年から2017年までユネスコ大使を務め、2017年から2020年までハンガリー駐箚特命全権大使を務めた。

## 経歴・人物
福島県出身（一部資料では神奈川県出身）。東京教育大学附属高等学校（現・筑波大学附属高等学校）を経て、東京大学教養学部卒業。1980年、コロンビア大学政治学部大学院を修了し、1981年（昭和56年）、外務省に入省する。
在タイ日本国大使館、在アメリカ合衆国日本国大使館、内閣法制局参事官、外務省条約局国際協定課長、経済局国際機関第一課長、EU（欧州連合）政府代表部公使、ジュネーブ国際機関代表部公使を経て、
2010年（平成22年）8月20日から外務省国際法局審議官。
2012年（平成24年）9月11日、総括担当審議官を経て、2013年（平成25年）6月28日、外務報道官に就任する。外務報道官は局長級ポストであり、外務省で局長級ポストに女性が就くのは佐藤が初めてとなった。この人事の背景には、第2次安倍内閣が「女性力の発揮」を公約に掲げて、女性幹部登用を首相官邸主導で実施していったことにある。
2013年（平成25年）9月20日、外務省は上田秀明人権人道大使が退任し、佐藤外務報道官が人権人道大使を兼任する人事を発表した。
2015年（平成27年）1月22日、外務省大臣官房付。同年2月17日、国連教育科学文化機関日本政府代表部特命全権大使（ユネスコ大使）に就任。
2015年7月6日、ユネスコ諮問機関イコモスによる端島の第39回世界遺産委員会における登録勧告に対して、登録反対運動をしていた韓国と取り付けた日韓合意が韓国側により突如反故にされた。この対応で、岸田文雄外相、杉山晋輔政務担当外務審議官らと連携をとるなか佐藤は「Koreans and others who were brought against their will and forced to work under harsh conditions」（「多くの朝鮮半島の出身者などが、その意思に反して連れて来られ、厳しい環境の下で働かされた」）との、韓国代表側が求める徴用工に言及する“強い言葉（「forced labor」）”を一段和らげた形ながら、その趣旨を大幅に盛り込む形で譲歩した。さらに、「この犠牲者のことを忘れないようにする情報センターの設置など、適切な措置を取る用意がある」と付け加えた。「明治日本の産業革命遺産 製鉄・製鋼、造船、石炭産業」の世界遺産への登録が全会一致で決定された。
2017年10月20日、ハンガリー駐箚特命全権大使。
2020年10月19日、ハンガリー大使離任。
2021年4月、国立文化財機構審議役。2021年5月、フォーリン・プレスセンター監事。2022年2月、アジア欧州財団理事、外務省参与（大使）。
日本国際問題研究所理事、霞関会理事、JR東日本商事顧問なども務め、2022年5月、国連大学理事に就任。2025年6月、三菱瓦斯化学取締役。

## 同期
- 兼原信克（14年国家安全保障局次長兼務・12年内閣官房副長官補）
- 泉裕泰（19年日本台湾交流協会台北事務所長・17年バングラデシュ大使）
- 上月豊久（15年ロシア大使）
- 岡村善文（19年OECD大使・17年人権人道担当大使）
- 山田彰（17年ブラジル大使・14年メキシコ大使）
- 上村司（21年日本国政府代表（中東和平担当特使）、17年サウジアラビア大使）
- 側嶋秀展（19年ミクロネシア大使・16年ザンビア大使）
- 香川剛廣（18年国際貿易・経済担当大使・15年エジプト大使）
- 石兼公博（19年国連大使・17年カナダ大使）
- 高岡正人（19年クウェート大使・16年モンゴル大使・13年シドニー総領事・12年イラク大使）
- 高木昌弘（21年駐ドミニカ共和国大使・20年クリチバ総領事）
- 冨田浩司（21年駐米大使・19年韓国大使・15年イスラエル大使）
- 川村裕（24年依願免職・20年ノルウェー大使・18年沖縄大使・14年コートジボワール兼トーゴ兼ニジェール大使）
- 川村泰久（19年カナダ大使）
- 嘉治美佐子（19年クロアチア大使・14-17年ジュネーヴ代表部大使）
- 宮島昭夫（20年ポーランド大使・17年トルコ大使）
- 重枝豊英（15年リトアニア大使）
- 石井哲也（17年トンガ大使）
- 岡田誠司（20年バチカン大使・17年南スーダン大使）
- 冨永純正（14年青年海外協力協会会長・11年コンゴ民主共和国大使）
- 奥克彦（イラク日本人外交官射殺事件犠牲者[23]、03年殉職のため大使の称号付与）
- 伊藤光子（15年世界の子どもにワクチンを日本委員会事務局長）
- 福嶌教輝（21年駐メキシコ大使・15年駐アルゼンチン大使）
- 福嶌香代子（19年ナッシュビル総領事）